# Hacı Əliyev
Hacı Əliyev (Nahicseván, 1991. április 21. –) azeri szabadfogású birkózó. A 2016. évi nyári olimpiai játékokon bronzérmet szerzett 57 kg-os súlycsoportban. Háromszoros világbajnok a 61 kg-os súlycsoportban, valamint kétszeres Európa-bajnok. A 2015-ös Európa Játékokon bronzérmet nyert 61 kg-ban. A 2017-es Iszlám Szolidaritási Játékokon aranyérmet szerzett 61 kg-ban.

## Sportpályafutása
A 2016. évi nyári olimpiai játékokon bronzérmet szerzett 57 kg-os súlycsoportban.